# Taganrog
Taganrog (ros. Таганрог) – portowe miasto nad Morzem Azowskim w Rosji (obwód rostowski). Ludność ok. 248 tys. (2020).
Jako twierdza założony przez Piotra Wielkiego w 1698 z przeznaczeniem na pierwszą bazę rosyjskiej marynarki wojennej. Zburzony w 1712. Prawa miejskie uzyskał w 1775. Od początku XIX wieku ważny ośrodek handlowy, zaś od przełomu XIX i XX wieku również – przemysłowy. W 1918 przejściowo stolica Ukraińskiej Republiki Sowieckiej.
Miasto położone na wzgórzu. Ważny ośrodek przemysłu ciężkiego oraz ośrodek akademicki. Zachował wiele ze swej historycznej architektury, co wpływa na jego atrakcyjność jako miasta turystycznego.

## Geografia
Taganrog рołożony jest na południowo-wschodniej części półwyspu Miusskowo w zatoce Taganroskiej, Morza Azowskiego, zabytkowa część miasta znajduje się na cyplu Таganyj Róg. Współrzędne geograficzne to: 47°14' N i 38°54' E. Miasto położone na nizinie, lekko pofałdowanej, wzgórza dochodzą nawet do wysokości 75 m nad poziom morza. W granicach miasta znajdują się dwa potoki.

## Klimat
Klimat jest suchy, umiarkowany, kontynentalny ciepły. Średnia roczna temperatura wynosi +9 °C. Maksymalna temperatura w lipcu wynosi do + 35–40 °C, minimalna temperatura w styczniu wynosi do –30 °C. Charakteryzuje się silnym wiatrem, któremu towarzyszą fale, w wyniku czego podmywany jest brzeg i osuwa się ziemia.

## Historia
Badania archeologiczne prowadzone w latach 30. XX wieku stwierdziły, że w miejscu obecnego Taganrogu w VI wieku p.n.e. powstała grecka kolonia, zniszczona podczas licznych najazdów ludów koczowniczych. W okresie pizańskiej kolonizacji basenu Morza Czarnego w XIII stuleciu zbudowano tutaj miasto portowe Portus Pisanus.
Pierwsza wzmianka o Taganrogu pochodzi z 12 września 1698 r. Miasto zostało założone na rozkaz Piotra I jako twierdza i port floty czarnomorskiej. Miejsce to zostało nazwane Trojeckom na Tagan-Rogu, a następnie Trojecom, a wreszcie – Taganrog.

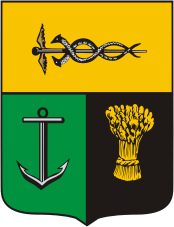
herb (1811)

Pierwszych kilka lat nie było dla miasta pomyślnych. W traktacie pruckim Rosja zobowiązała się do zniszczenia portu i miasta, które zostało zburzone w lutym 1712 roku. Terytorium powróciło we władanie Imperium Osmańskiego. W 1769 Rosja ponownie zajęła terytorium. W 1769 roku podczas V wojny rosyjsko-tureckiej na rozkaz Katarzyny Wielkiej rozpoczęła się odbudowa miasta. W 1825 roku zmarł tu car Aleksander I.
Po powstaniu Sewastopola w 1783 roku Taganrog stracił znaczenie wojskowo-strategiczne i stał się największym portem handlowym w Rosji. Do rozwoju miasta przyczyniły się bliskość obszarów rolnych. Działał handel pszenicą, lnem, kawiorem, konopiami. W mieście funkcjonowało 15 zagranicznych konsulatów. W 1869 roku Taganrog został połączony koleją z Charkowem i Rostowem.
W XIX wieku miasto było centrum handlu, z tego okresu zachowały się pałace włoskich i greckich kupców. Pod koniec XIX wieku zaczął się rozwijać przemysł, głównie metalurgiczny, produkowano tutaj kotły, maszyny budowlane. W 1908 roku została zbudowana w pierwsza elektrownia.
Zimą 1917-1918 w Taganrogu, pod nazwiskiem Greka ukrywał się dowódca imperialnego wojska, generał Paul von Rennenkampf. Po odmowie wstąpienia do Armii Czerwonej, został aresztowany przez Czeka i rozstrzelany (1 kwietnia 1918).

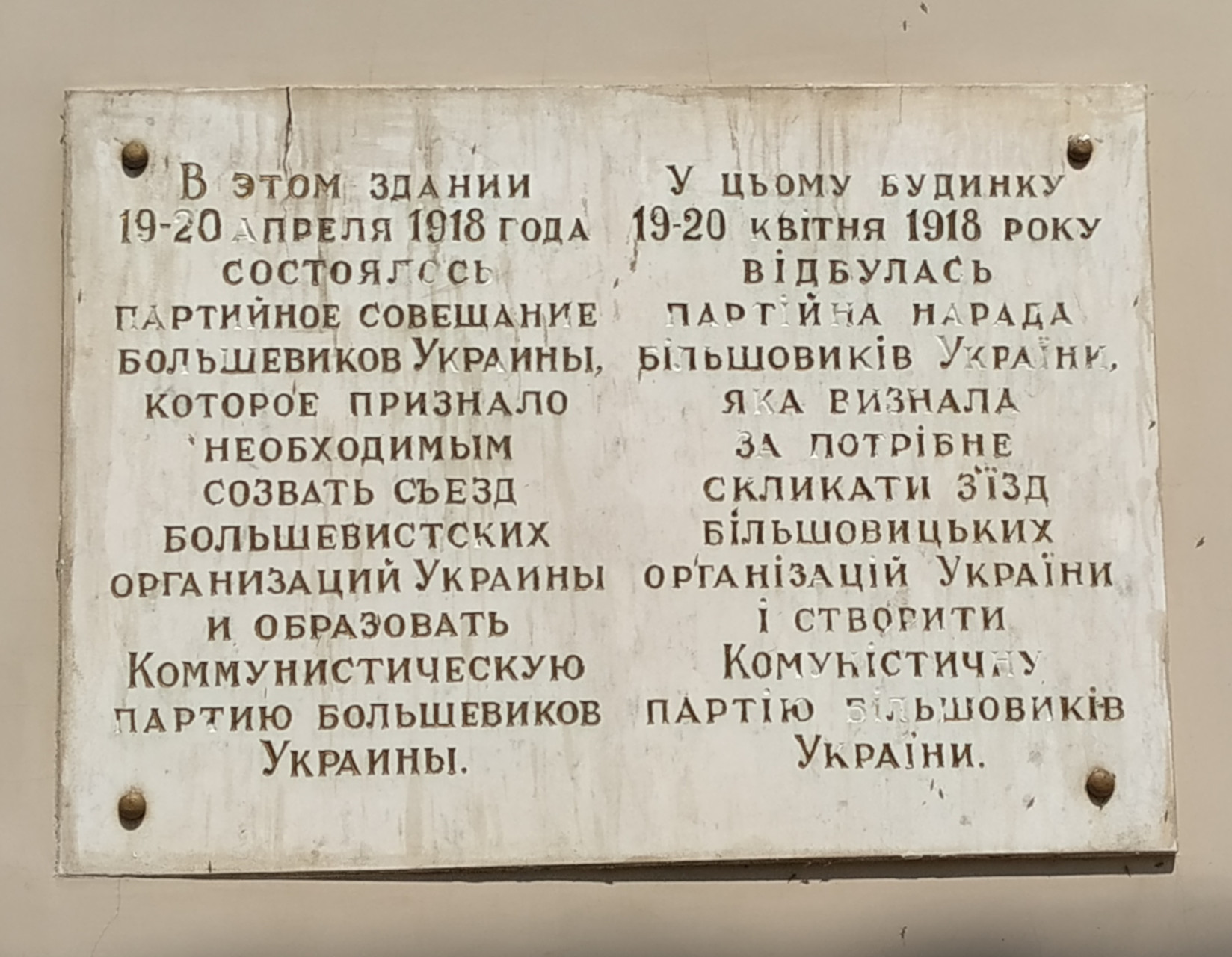
Tablica upamiętniająca założenie Komunistycznej Partii (bolszewików) Ukrainy w Taganrogu

W 1918 roku do miasta został ewakuowany z Dniepropetrowska, bolszewicki rząd Ukrainy. Taganrog był stolicą Ukraińskiej Republiki Sowieckiej w marcu i kwietniu 1918. W latach 1920–1924 Taganrog należał do Donieckiej prowincji Ukraińskiej Socjalistycznej Republiki Radzieckiej, w 1924 roku został przekazany do RFSRR.
Podczas wojny domowej, od 1918 roku do 1920 roku, w Taganrogu mieściła się siedziba generała Denikina – naczelnego dowódcy Sił Zbrojnych Południa Rosji.
Zbiór chińskiej sztuki zabrany Rennenkampfom, znajduje się obecnie w lokalnym muzeum (Pałac Alferaki).
Jako miasto zasiedlone przez Ukraińców okręg Taganrog był centrum ukraińskiego życia. Podczas ukraińskiej rewolucji z lat 1917–1921 miasto było częścią Ukraińskiej Republiki Ludowej, wraz z nadejściem władzy radzieckiej w latach 1920–1924 powiat Taganrog stał się częścią Ukraińskiej Socjalistycznej Republiki Radzieckiej.
W okresie bezpośrednio po I wojnie światowej w Taganrogu działała polska placówka o charakterze konsularnym.
Według Spisu Powszechnego z 1926 roku Ukraińcy w mieście Taganrog stanowili 34,6% ogółu ludności, Rosjanie – 55,2%, ale w całym okręgu regionie Ukraińcy byli bezwzględną większością – 71,5%, Rosjanie – tylko 21,9%. Od roku 1937 miasto znajduje się w obwodzie rostowskim.
W latach 20. XX wieku w mieście nastąpił rozwój przemysłu, proces uprzemysłowienia przerwała II wojna światowa. 17 października 1941 r. do Taganrogu wkroczyły wojska niemieckie. Dziewięć dni później około 1,8 tys. Żydów, którzy stawili się na niemieckie wezwanie celem rzekomego przesiedlenia, rozstrzelano w Pietruszynskiej bałce położonej na zachód od miasta. Podczas okupacji w mieście działała organizacja ruchu oporu skupiająca komsomolców. Okupacja trwała 680 dni, aż do 30 sierpnia 1943.

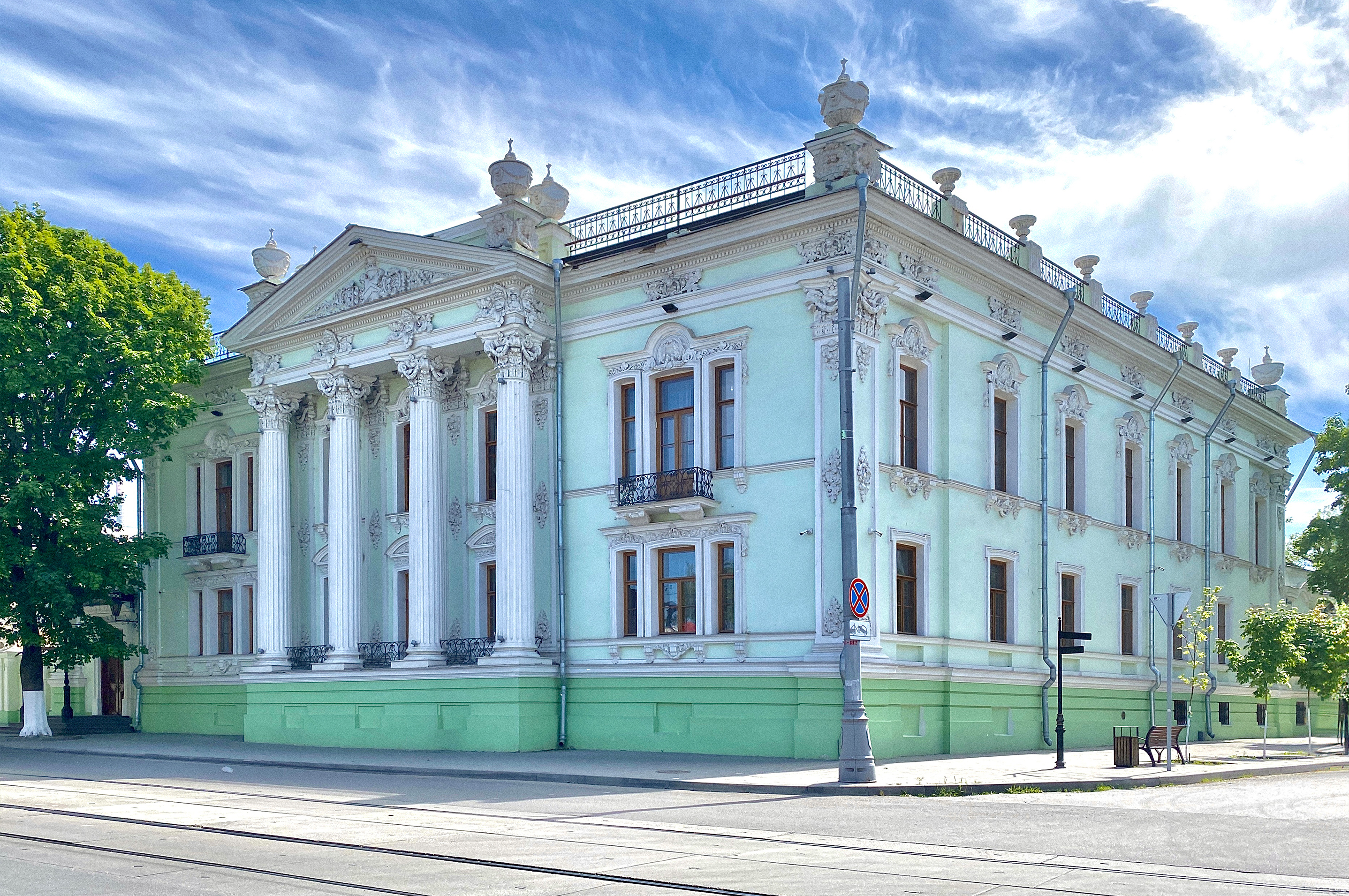
Pałac Alferaki

## Pomniki

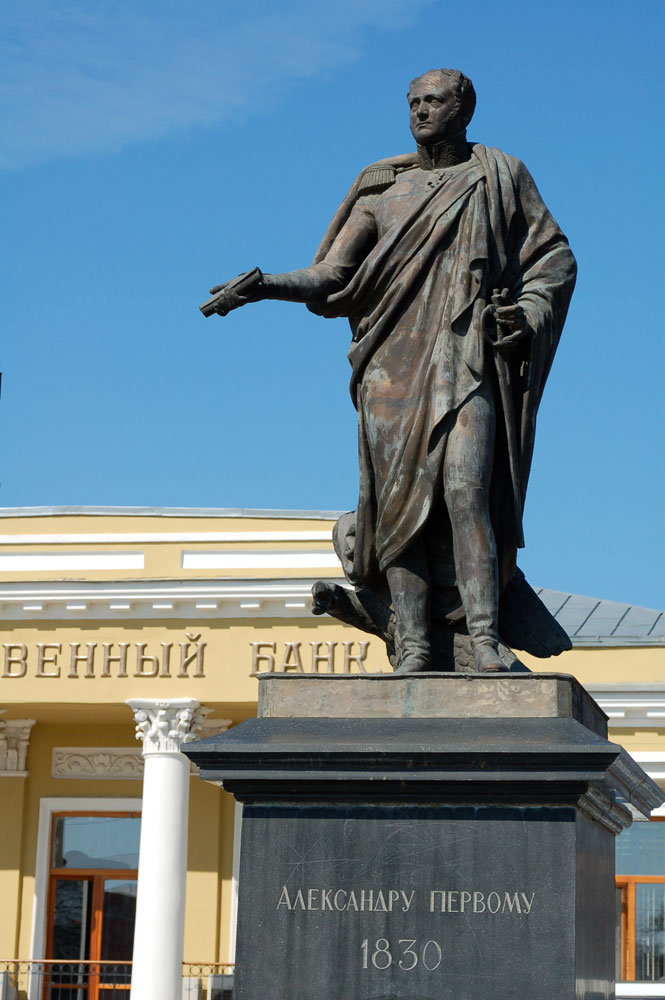
pomnik Aleksandra I
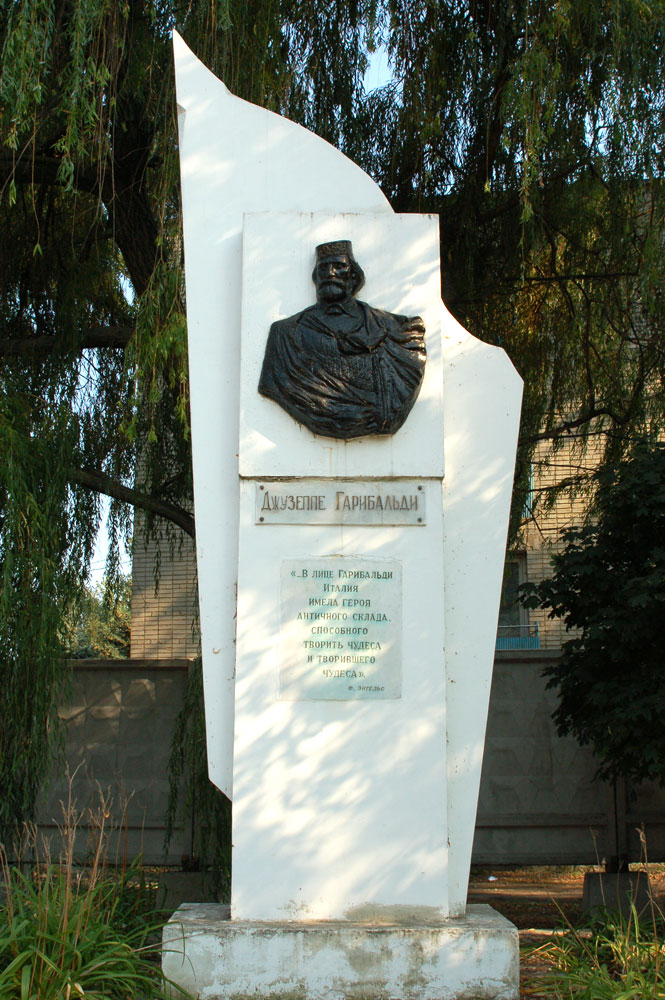
pomnik Giuseppe Garibaldiego
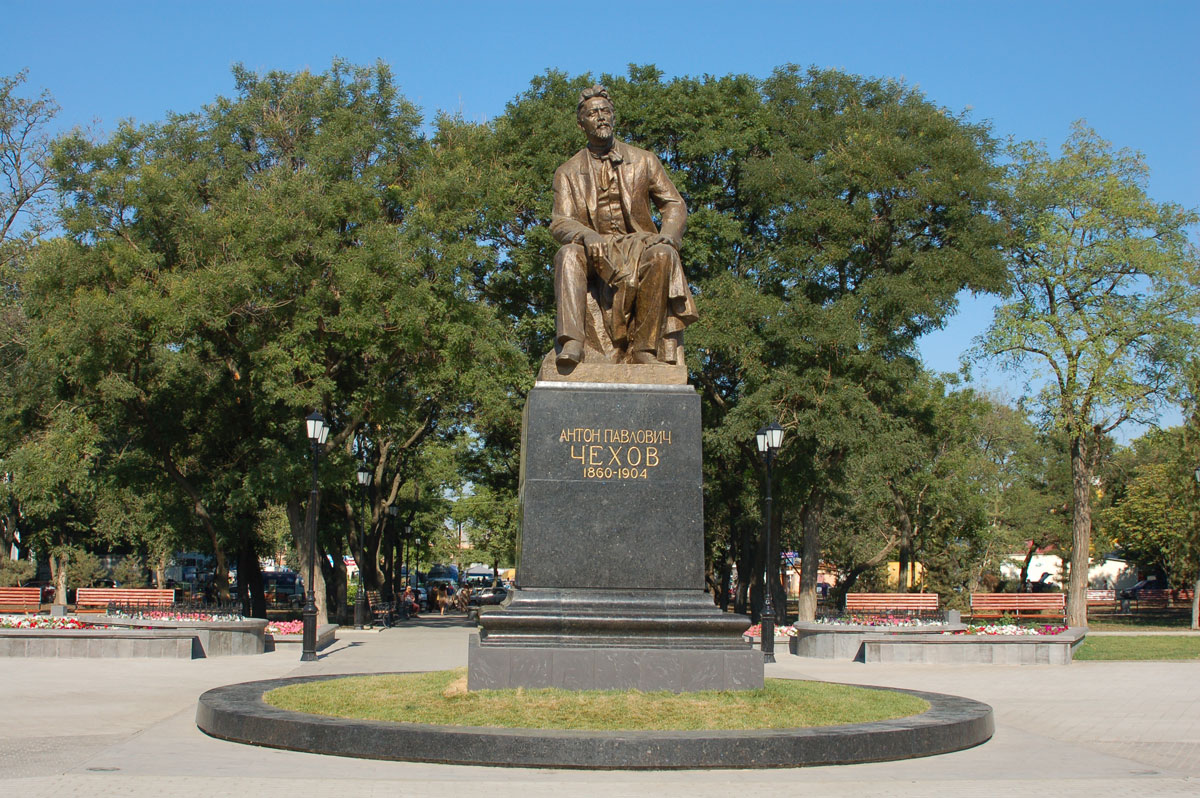
pomnik Antona Czechowa
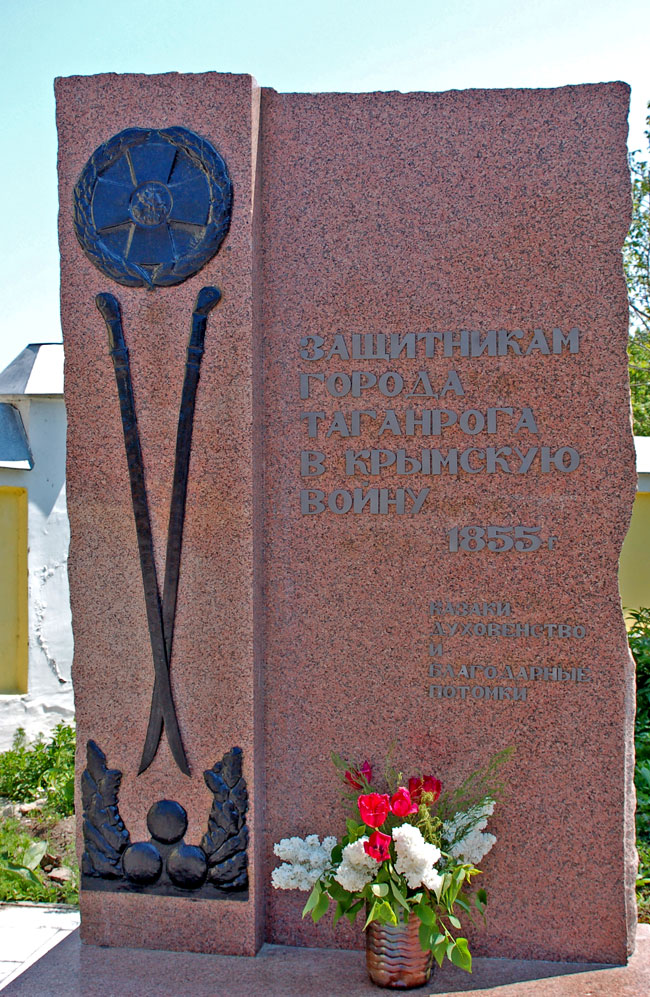
pomnik obrońców Taganrogu w 1855 roku
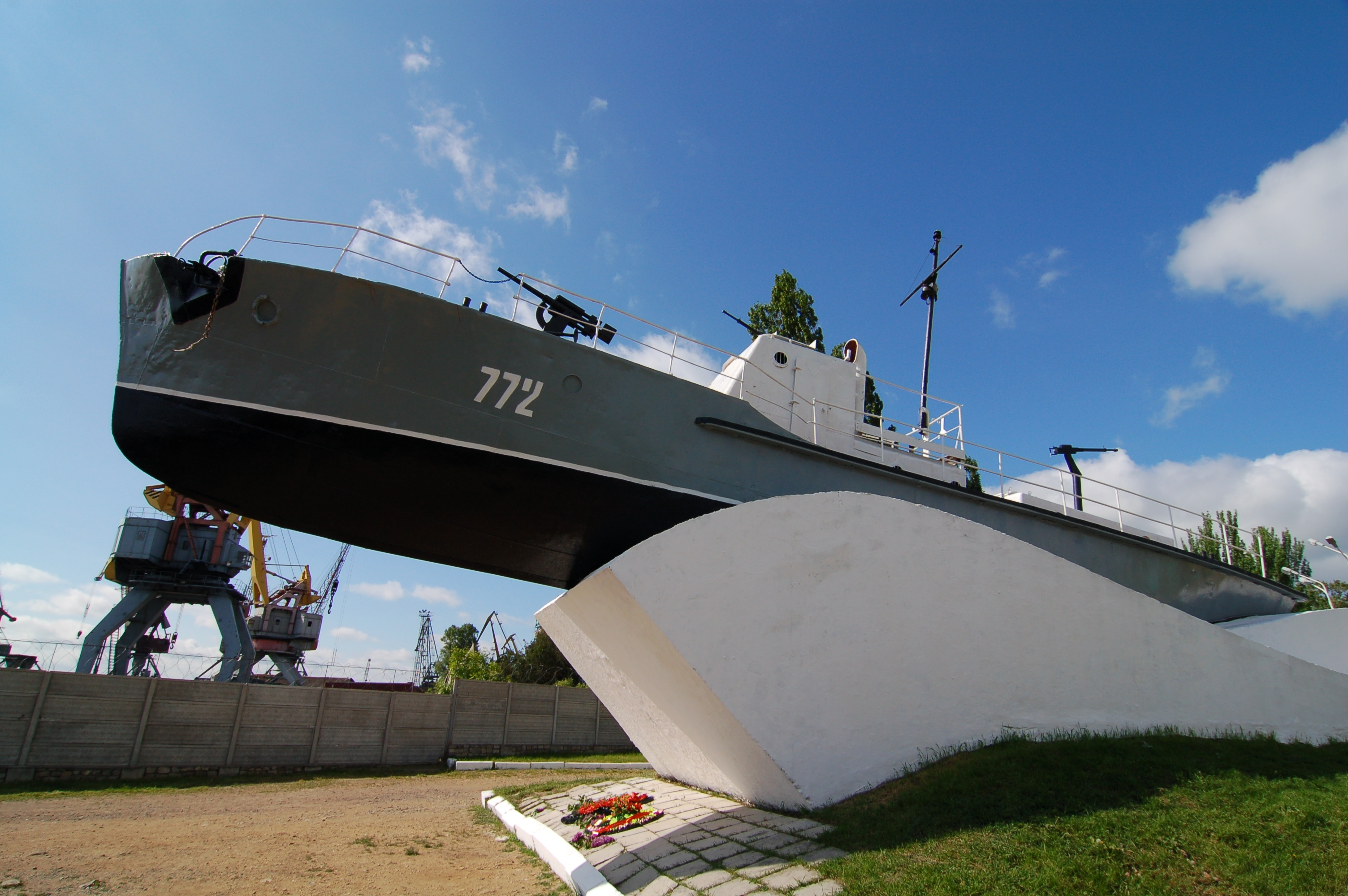
pomnik marynarzy Flotylli Azowskiej

## Ludność
| rok              | 1860 | 1897 | 1913 | 1926 | 1939 | 1962 | 1967 | 1970 | 1979  | 1982 | 1992  | 1996  | 1998  | 2003  | 2005  | 2006  | 2007  |
| tys. mieszkańców | 21,3 | 51,0 | 71,5 | 85,6 | 189  | 220  | 245  | 254  | 276,4 | 283  | 293,2 | 291,6 | 289,9 | 281,9 | 273,0 | 268,6 | 264,4 |

## Transport

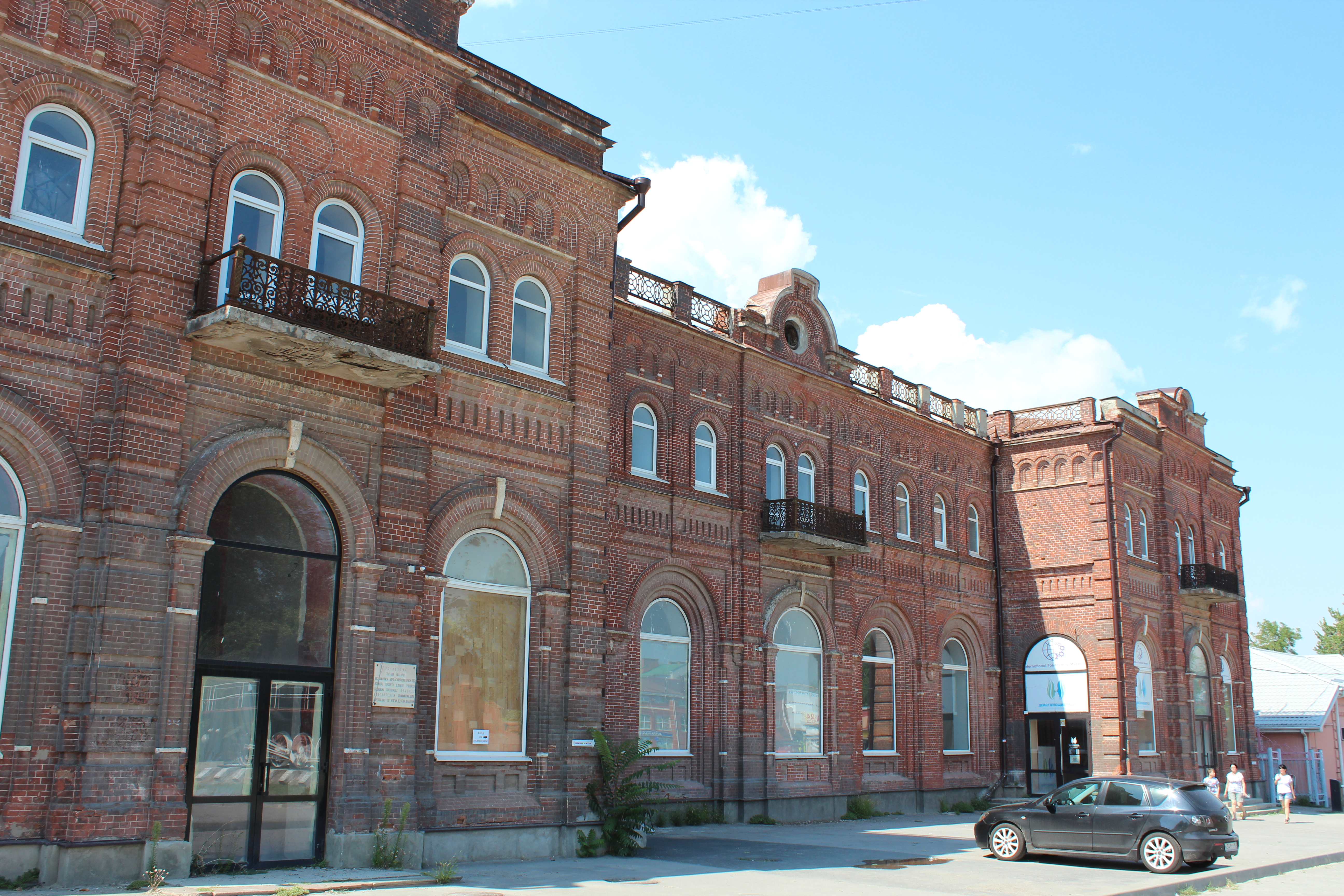
Dworzec kolejowy Taganrog II

Przez miasto przebiega linia kolejowa Iłowajsk – Rostów nad Donem oraz droga Rostów nad Donem – Mariupol. Taganrodzki handlowy port morski zabezpiecza przeładunek metalu i węgla, ziarna oraz produktów przemysłu naftowego.
Transport miejski to: tramwaje, trolejbusy i autobusy.
Powietrzne połączenie możliwe jest przez port lotniczy Taganrog-Południowy.

## Nauka w Taganrogu

### Szkolnictwo wyższe
- Taganrodzki Instytut Techniczny Południowego federalnego uniwersytetu
- Taganrodzki Państwowy Instytut Pedagogiczny
- Taganrodzki Instytut Kierowania i Gospodarki

## Prasa
- Gazeta «Тaganrodzka Prawda» (od 1918 r.)
- Gazeta «Nowa Taganrodzka Gazeta» (od 2002 r.)
- Gazeta «Taganrog»
- Gazeta «Kurier Таgаnrodzki»
- Gazeta «Czas Taganroga»

## Stary Taganrog

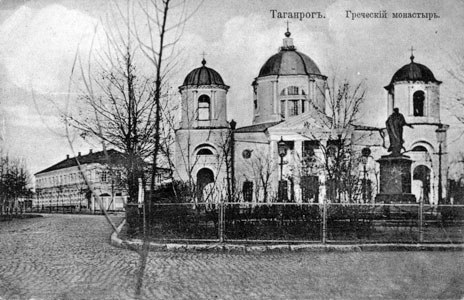
grecki monaster (1809-1814)
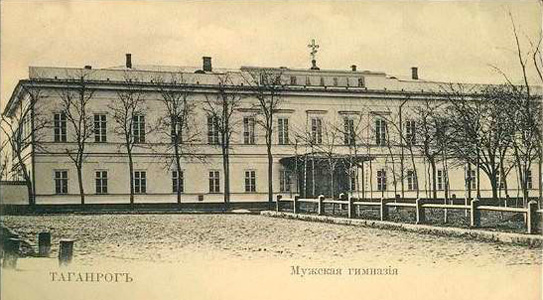
Gimnazjum dla chłopców (1843)
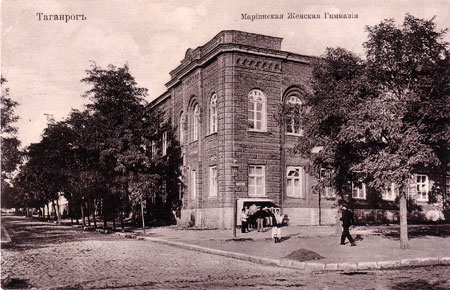
Gimnazjum żeńskie (Mariinka) (1900)
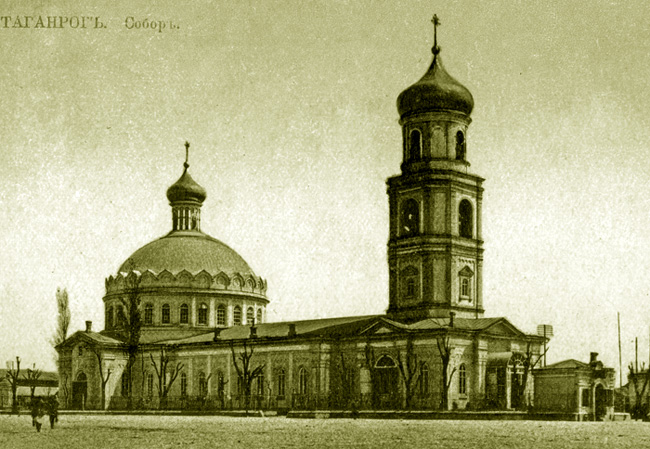
Katedra Wniebowzięcia

## Miasta partnerskie
- Czerwony Brzeg
- Vlissingen
- Lüdenscheid
- Badenweiler
- Famagusta
- Jining
- Pińsk

Miasto prowadziło również współpracę partnerską z Mariupolem, jednak w 2017 umowa została zerwana przez stronę ukraińską.

## Urodzeni w mieście
- Roman Biłyk (ur. 1977), rosyjski piosenkarz, założyciel i wokalista rockowego zespołu Zwieri
- Władimir Butkow – rosyjski wojskowy (kapitan), dowódca batalionu w kozackiej brygadzie kawalerii gen. Antona Turkula pod koniec II wojny światowej
- Anton Czechow – rosyjski nowelista i dramatopisarz
- Kuźma Galicki – generał armii Sił Zbrojnych ZSRR
- Aleksiej Gierasimienko – rosyjski piłkarz
- Alexandre Koyré – francuski filozof rosyjskiego pochodzenia
- Aleksandr Łakijer – rosyjski historyk pochodzenia niemieckiego
- Henryk Malinowski – polski wojskowy i szachista
- Faina Raniewska – rosyjska aktorka teatralna i filmowa
- Witold Rowicki – polski dyrygent, pedagog, organizator życia muzycznego, propagator muzyki
- Aleksandr Sawin – radziecki siatkarz, środkowy bloku
- Igor Sklarow – rosyjski piłkarz
- Sokrat Starynkiewicz – prezydent Warszawy
- Roman Surżenko – rosyjski rysownik i autor komiksów
- Jurij Szykunow – rosyjski piłkarz
- Wiktor Żylin – ukraiński piłkarz pochodzenia rosyjskiego
- Eugeniusz Żytomirski – polski pisarz